# Ливитт, Майк
Майк Окерлунд Ливитт (англ. Michael Okerlund Leavitt; род. 11 февраля 1951, Сидар-Сити, Юта) — американский политический и государственный деятель, член Республиканской партии США.
Ливитт имеет степень бакалавра Южного университета Юты. Он женат на Джакалин Смит и является отцом пятерых детей. Ливитт является прихожанином Церкви Иисуса Христа Святых последних дней (мормонов).
Губернатор штата Юта с 1993 по 2003.
Администратор Агентства по охране окружающей среды США с 2003 по 2005.
Министр здравоохранения и социальных служб США с 2005 по 2009.